# Carlos Zanón
Carlos Zanón est un auteur espagnol né en 1966 à Barcelone.

## Œuvre
Traduites en français
- N'appelle pas à la maison, Asphalte éditions, 2014. Traduit par Adrien Bagarry, Le Livre de Poche, 288 p.
- Soudain trop tard, Asphalte éditions, 2012.
- J'ai été Johnny Thunders, Asphalte éditions, 2016.
- Taxi, Asphalte éditions, 2018.
- Pepe Carvalho tout fout le camp Éditions du Seuil, coll. « Cadre noir », (2020).